# Marianne de Saxe-Cobourg-Saalfeld
Marianne de Saxe-Cobourg-Saalfeld, en allemand Marianne Charlotte von Sachsen-Coburg-Saalfeld, née le 7 août 1788 à Cobourg (Saxe-Cobourg-Saalfeld) où elle est morte le 23 août 1794 est une princesse allemande. Elle est la cinquième fille et la septième des neuf enfants du duc François de Saxe-Cobourg-Saalfeld et d’Augusta Reuss d'Ebersdorf. 

## Biographie

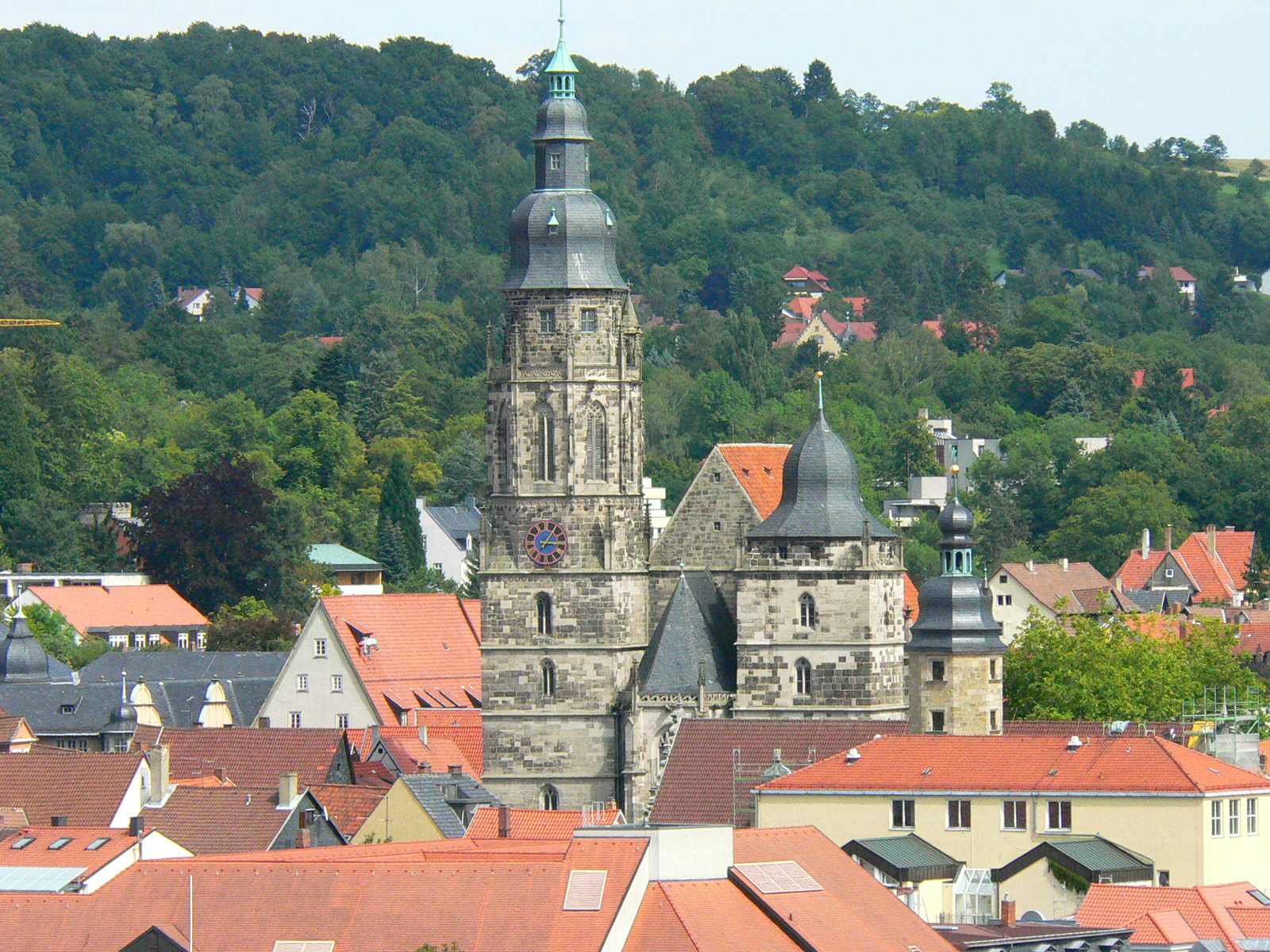
Église Saint-Maurice de Cobourg

Marianne de Saxe-Cobourg-Saalfeld est l'une des cinq sœurs de Léopold Ier roi des Belges. Elle est également une tante de la reine Victoria et de son mari le prince-consort Albert. Marianne est morte à six ans et est inhumée à l'église Saint-Maurice de Cobourg.